# 德意志白鮭
德意志白鮭，為輻鰭魚綱鮭形目鮭科的一種，為溫帶淡水魚，分布於歐洲德國沙爾湖及Selentersee湖流域，體長可達47公分，棲息在礫石底質底層水域，以浮游動物及昆蟲為食，生活習性不明。